# Уматре
Уматре (фр. Aumâtre) насеље је и општина у североисточној Француској у региону Пикардија, у департману Сома која припада префектури Амјен.
По подацима из 2011. године у општини је живело 197 становника, а густина насељености је износила 35,37 становника/km². Општина се простире на површини од 5,57 km². Налази се на средњој надморској висини од 144 метара (максималној 151 m, а минималној 86 m).

## Демографија
| 1962. | 1968. | 1975. | 1982. | 1990. | 1999. | 2011. |
| ----- | ----- | ----- | ----- | ----- | ----- | ----- |
| 231   | 207   | 211   | 226   | 222   | 196   | 197   |

График промене броја становника у току последњих година